# Pierre de Coulevain
Jeanne Philomène Laperche, conocida con el seudónimo de Pierre de Coulevain (Burdeos, 9 de abril de 1853–Boulogne-Billancourt, 16 de marzo de 1927) fue una escritora francesa .  
Fue la madrina del compositor Robert Dussaut

## Biografía
Sus padres eran hosteleros en la calle de la Douane de Burdeos. En 1879, luego del fallecimiento de su padre, con su madre y su hermano Paul, abogado del tribunal de apelación, se mudan a París.  
En 1882, Philomène se casó con Jean Fernand Lafargue, un amigo bordelés que había ido a la capital para hacer una carrera literaria. Es periodista en el Congreso de los Diputados y novelista. Será secretario y después vicepresidente de la Société de Gens de Lettres entre 1893 y 1903, fecha de su muerte.
En 1898, Philomène publicó, bajo el seudónimo de Hélène Favre de Coulevain, su primera novela, Nobleza estadounidense, que será galardonada en 1899 con el premio Montyon. Escribió luego bajo el seudónimo de Pierre de Coulevain. En 1903, tras la muerte de su marido y de su madre, y la marcha de sus hijo René, admitido en la Escuela forestal de Nancy, decidió entonces viajar y vivir como un pájaro «sobre la rama». Algunos meses más tarde aparece su tercera novela, titulada precisamente Sobre la rama. Las novelas de Pierre de Coulevain tienen un formato autobiográfico, lo que es desconcertante para el lector, que se ve tentado a confundir al escritor y al personaje de la novela. De esta forma, al finalizar la Novela maravillosa, la autora hace morir en Suiza al escritor ficticio Pierre de Coulevain, y es de aquí de donde proceden los errores biográficos.
Su hijo René murió durante la guerra de 1914-1918, dejando a una joven viuda y dos pequeñas hijas gemelas. A partir de esta fecha, Laperche solo publicó el libro para niños La Prueba de Georges.
Pierre de Coulevain formó parte del jurado del premio Fémina, desde su creación en 1904 hasta en los años 1920.

## Obras
- Nobleza estadounidense, Paul Ollendorf, 1898, Premio Montyon 1899.[2]
- Eva victoriosa, Calmann-Lévy, 1900, premios Montyon 1902.[3]
- Sobre la rama, Calmann-Lévy, 1904.[4] Leer on-line
- La Isla desconocida, costumbres inglesas, Calmann-Lévy, 1906.[5] Su periódico, escrito durante una estancia de varios meses en Inglaterra.
- En el corazón de la vida, Calmann-Lévy, 1908.[6]
- La Novela maravillosa, Calmann-Lévy, 1913. «la novela de la Tierra... que las potencias divinas elaboran en las profundidades del Infinito»; destacado por la teosofía.
- La Prueba de Georges, Hachette, coll. Biblioteca rosa ilustrada, 1933 ; ilustraciones de André Pécoud.